# Кіммо Алькіо
Кіммо Алькіо (фін. Kimmo Alkio; нар. 25 жовтня 1963) — колишній фінський тенісист.
Найвищу одиночну позицію світового рейтингу — 338 місце досяг 6 серпня 1984, парну — 194 місце — 19 вересня 1984 року.

## Титули ATP Челленджер

### Парний розряд: (1)
| Ранг | Дата     | Турнір              | Покриття | Партнер      | Суперники                  | Рахунок       |
| ---- | -------- | ------------------- | -------- | ------------ | -------------------------- | ------------- |
| 1.   | Жов 1983 | Helsinki Challenger | Тверде   | Оллі Ранасто | Ерік Іскерскі Річард Льюїс | 6–4, 5–7, 6–3 |